# Lucien Degauchy
Lucien Degauchy (* 11. Juni 1937 in Hautefontaine; † 11. Februar 2022) war ein französischer Politiker der Les Républicains.

## Leben
1977 wurde er Bürgermeister von Courtieux. Degauchy war vom 2. April 1993 bis zum 20. Juni 2017 Abgeordneter in der Nationalversammlung.